# بخش جودپور
بخش جودپور (به انگلیسی: Jodhpur district) یک منطقهٔ مسکونی در هند است که در Jodhpur division واقع شده‌است. بخش جودپور ۲۲٬۸۵۰ کیلومتر مربع مساحت و ۳٬۶۸۷٬۱۶۵ نفر جمعیت دارد.